# 31438 Yasuhitohayashi
31438 Yasuhitohayashi è un asteroide della fascia principale. Scoperto nel 1999, presenta un'orbita caratterizzata da un semiasse maggiore pari a 2,3459204 UA e da un'eccentricità di 0,1817431, inclinata di 3,13020° rispetto all'eclittica.